# Pažba

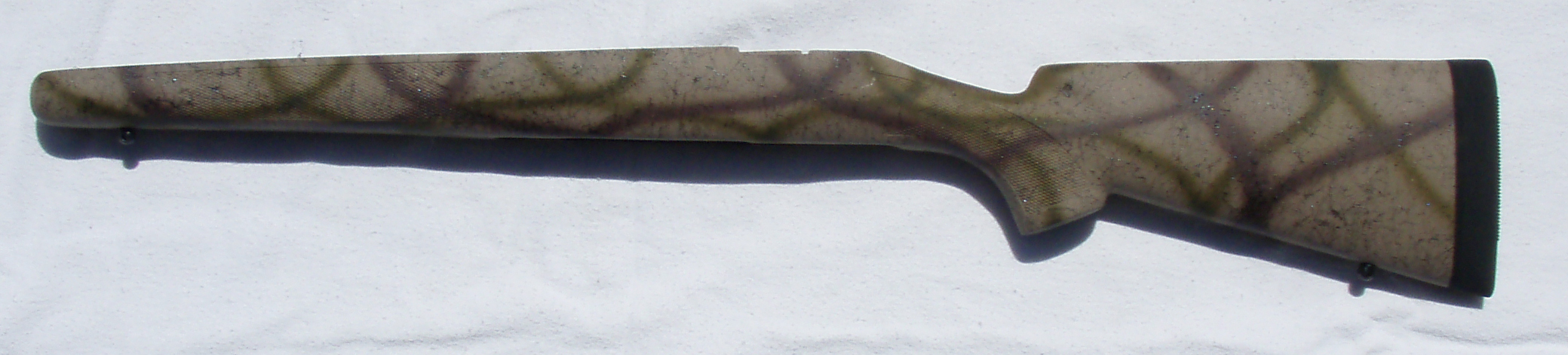
Pažba pušky

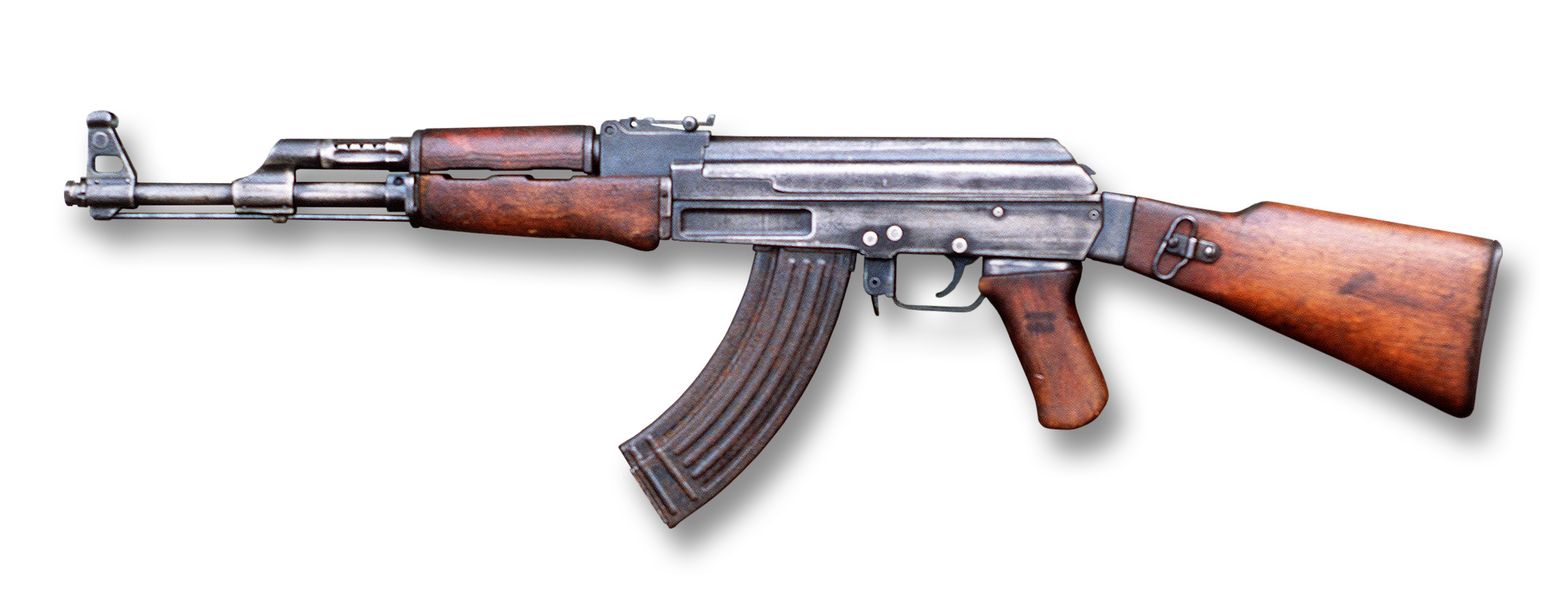
Klasická dřevěná pažba AK-47

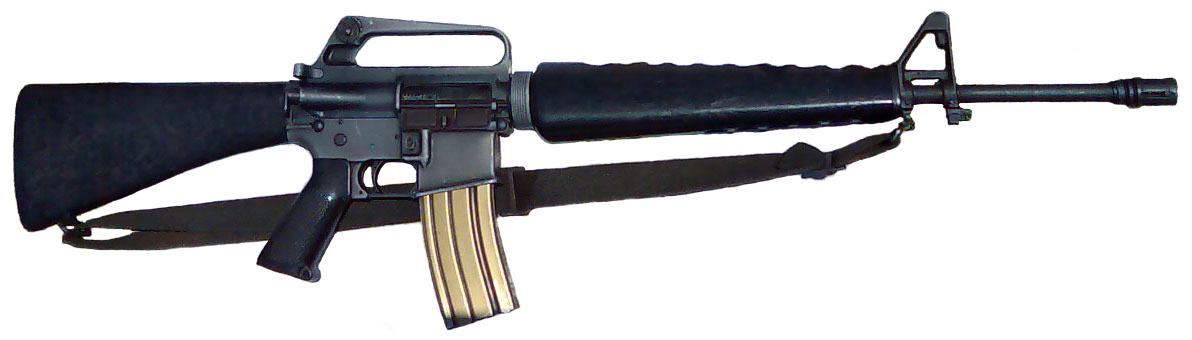
Moderní plastová pažba M16

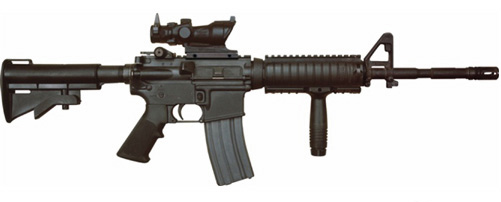
Vysouvací pažba u karabiny M4A1 ACOG

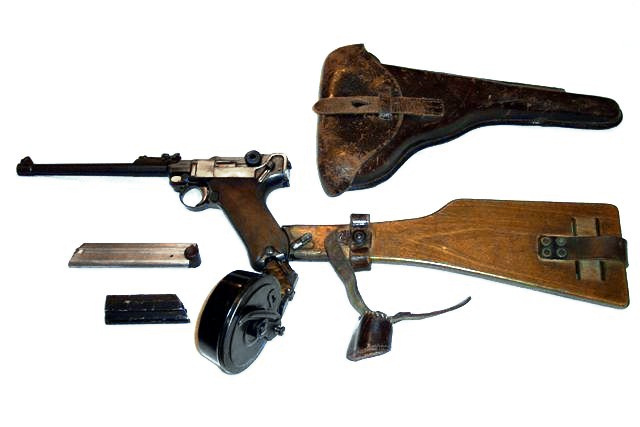
Pistole Luger P.08 s přídavnou pažbou

Pažba je část většiny dlouhých ručních střelných zbraní sloužící k opření zbraně o rameno střelce, což umožňuje lepší a pohodlnější manipulaci se zbraní. Většina pažeb se vyrábí ze dřeva, nejčastěji ořechového. Pro malorážky a vzduchovky se používá dřevo bukové. U starších zbraní se můžeme setkat i s jinými druhy dřeva jako je například třešeň, javor, bříza apod. Dále se pažby vyrábí z plastických hmot.
Část pažby umístěná před spoušťovým ústrojím se nazývá předpažbí. Někdy se může skládat z nadpažbí (část nad hlavní zbraně) a podpažbí (část pod hlavní zbraně). Slouží zejména k ochraně levé ruky střelce před dotykem s rozpálenou hlavní zbraně při střelbě.
Některé pistole mohou být rovněž vybaveny odnímatelnou pažbou pro zlepšení přesnosti střelby, ale toto řešení se v praxi příliš neujalo.
Některé varianty samopalů nebo útočných pušek mívají namísto pažby kovovou ramenní opěrku. Ta může být sklopná (československá útočná puška – samopal vzor 58), výsuvná (americký samopal M3), výjimečně i pevná (anglický samopal Sten).